# Ubaid Zakani
Nejam od-Din Obeyde Zâkâni (persa: نجم الدین عبید زاکانی), o simplement Ubaid Zakani (?-1370), va ser un poeta i satíric persa del segle xiv. Va nàixer a ciutat de Qazvin i va estudiar a Siraz, Iran, sota els millors mestres de la seva època, però finalment es retirà a la seva ciutat natal de Qazvin. Tanmateix preferia Siraz a Qazvin, on va ser un poeta de la cort del xa Abu-Ishaq, i on un jove Hàfidh també va ser present. Era conegut per les seves sàtires mordaces, sovint amb escenes obscenes i al·lusions homosexuals que van causar escàndol entre els seus compatriotes.